# Сеіке Кіко
Сеіке Кіко (яп. 清家 貴子; нар. 8 серпня 1996) — японська футболістка. Вона грала за збірну Японії.

## Клубна кар'єра
У 2014 році дебютувала в «Урава Редз».

## Кар'єра в збірній
Дебютувала у збірній Японії 11 грудня 2019 року в поєдинку проти Китайського Тайбею. З 2019 рік зіграла 2 матчі та відзначилася 1-а голами в національній збірній.

## Статистика виступів
| Збірна Японії | Збірна Японії | Збірна Японії |
| Рік           | Матчі         | Голи          |
| ------------- | ------------- | ------------- |
| 2019          | 2             | 1             |
| Загалом       | 2             | 1             |